# Satsuma (vrucht)

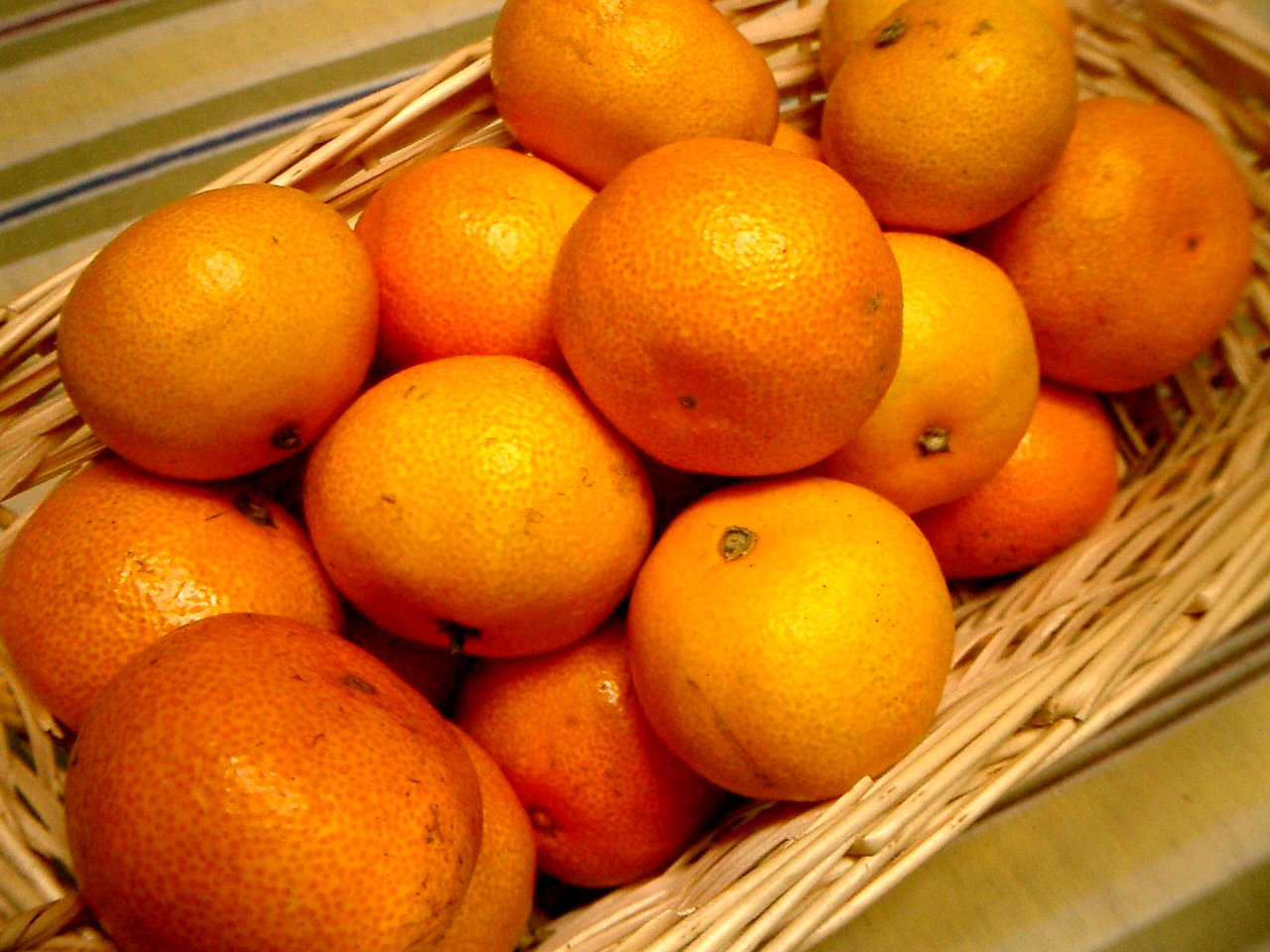
Satsuma's

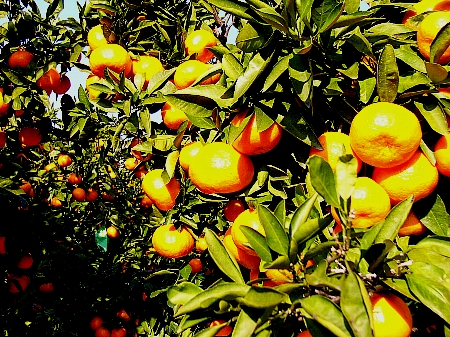
Satsuma boomgaard

Satsuma (Citrus reticulata 'Satsuma' syn. Citrus unshiu 'Satsuma') is de aanduiding voor een groep van nauw verwante mandarijnenrassen, die ontstaan is in Japan, mogelijk al in 1429. De vruchten zijn in 1876 door een echtgenote van een ambassadelid van de Amerikaanse ambassade in Japan, satsuma genoemd naar de provincie Satsuma in Kyushu. Voor die tijd stonden de vruchten alleen als mikan bekend. 
Het gaat om relatief platte mandarijnen met geen of weinig pitten. De schil is lichtoranje en is makkelijk te verwijderen. Het vruchtvlees is in principe friszoet van smaak, maar kan aan het begin van de aanvoerperiode nog wat zuur zijn.
De vruchten worden onder andere geteeld in Italië en Spanje. De aanvoer vindt plaats tussen oktober en januari, waarmee het een van de vroegst aangevoerde mandarijnen in het seizoen is. Tegenwoordig vindt de teelt ook in Zuid-Afrika, Argentinië en Chili plaats, waardoor deze mandarijn steeds vaker gedurende het gehele jaar verkrijgbaar is. 
Er bestaan verschillende rassen, waarvan de 'Satsuma Owari' en de 'Satsuma Wase' de bekendste zijn. De meeste mandarijnen in blik zijn satsuma’s. Meestal wordt deze vruchten in tegenstelling tot de clementine ten onrechte onder de algemene naam mandarijn aangeboden.

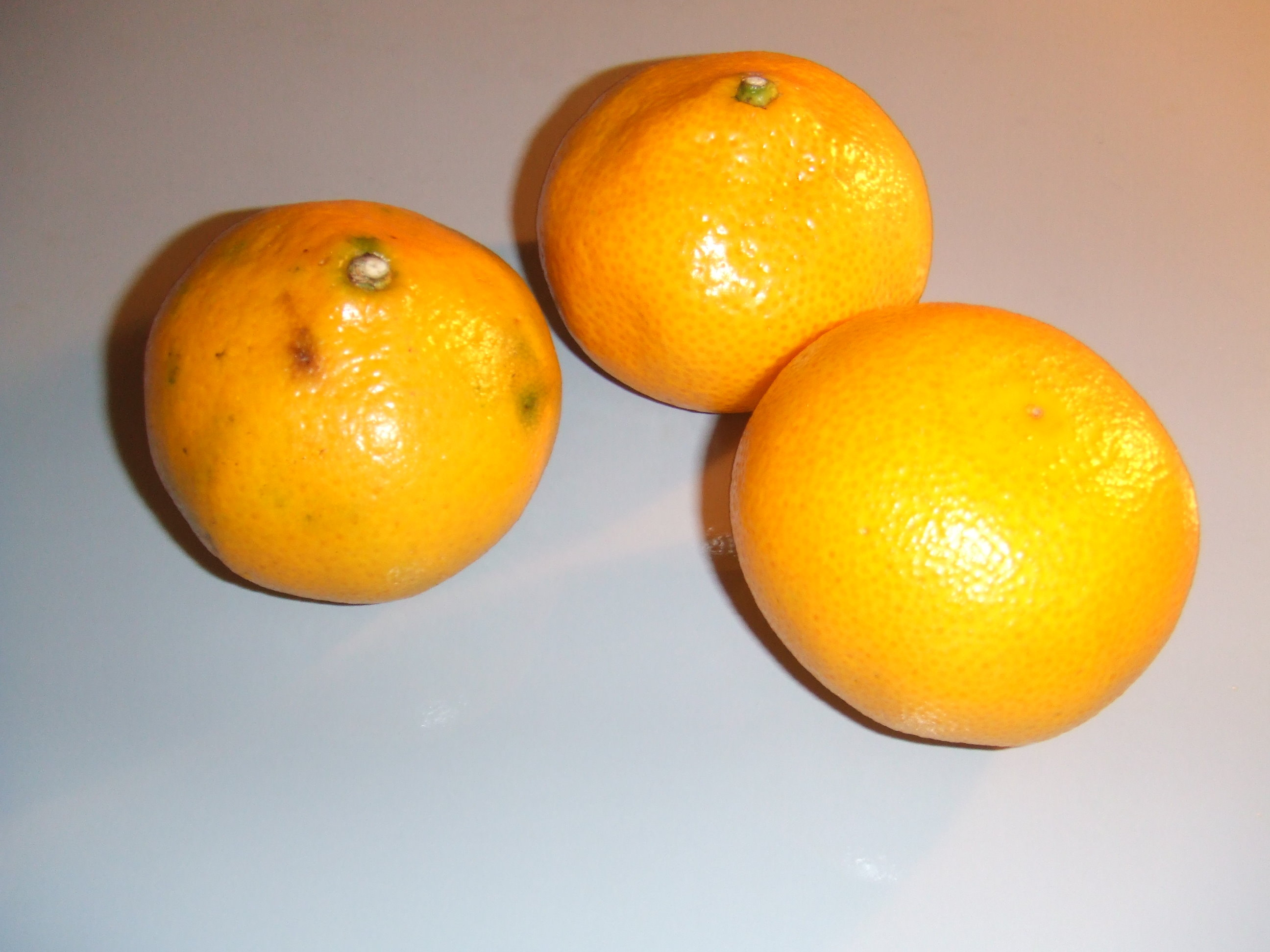
Satsuma's uit Chili

... · 
C. aurantifolia (limoen) · 
C. aurantium (zure sinaasappel) · 
Citrus aurantium subsp. currassuviencis (laraha) · 
C. bergamia (bergamot) · 
C. ×clementina (clementine) · 
C. hystrix (papeda) · 
C. japonica (Chinese kumquat) · 
C. ×junos (yuzu) · 
C. kinokuni (cherry orange) · 
C. limon (citroen) · 
C. maxima (pompelmoes) · 
C. maxima × paradisi (pomelo) · 
C. medica (sukadeboom) · 
C. ×microcarpa (calamondin) · 
C. ×natsudaidai (amanatsu) · 
C. ×paradisi (grapefruit) · 
C. reshni · 
C. reticulata (mandarijn) · 
C. reticulata × paradisi (ugli) · 
C. reticulata 'Satsuma' (satsuma) · 
C. sinensis (sinaasappel) · 
C. sinensis 'Cara cara' (cara cara) · 
C. ×tangelo (tangelo) · 
...